# Экспонента Артина — Хассе
В математике экспонентой Артина — Хассе, названной в честь Эмиля Артина и Хельмута Хассе, называется степенной ряд вида
{\displaystyle E_{p}(x)=\exp \left(x+{\frac {x^{p}}{p}}+{\frac {x^{p^{2}}}{p^{2}}}+{\frac {x^{p^{3}}}{p^{3}}}+\cdots \right).}

## Мотивация
В отличие от обычной экспоненты, коэффициенты разложения в ряд экспоненты Артина — Хассе являются p-целыми, другими словами, их знаменатели не делятся на p. Это следует из леммы Дворка (Dwork), утверждающей, что степенной ряд f(x) = 1 + … с рациональными коэффициентами имеет p-целые коэффициенты тогда и только тогда, когда f(xp)/f(x)p ≡ 1 mod p.
Используя обращение Мёбиуса {\displaystyle E_{p}(x)} можно переписать как бесконечное произведение
{\displaystyle E_{p}(x)=\prod _{(p,n)=1}(1-x^{n})^{-\mu (n)/n}.}
Здесь μ — функция Мёбиуса.

## Комбинаторная интерпретация
Экспонента Артина — Хассе является производящей функцией вероятности того, что случайно выбранный элемент Sn (симметрическая группа с n элементами) имеет порядок степени p (это число обозначается как tn):
{\displaystyle E_{p}(x)=\sum _{n\geq 0}{\frac {t_{n}}{n!}}x^{n}}
Заметим, что это даёт ещё одно доказательство p-целостности коэффициентов, поскольку в конечной группе с порядком, делящемся на d, количество элементов с порядком, делящим d также делится на d.
Давид Робертс (David Roberts) показал естественную комбинаторную связь между экспонентой Артина — Хассе и обычной экспонентой в свете эргодической теории, доказав, что экспонента Артина-Хассе является производящей функцией вероятности унипотентности элемента симметрической группы в характеристике p.
Обычная экспонента дает вероятность элемента быть унипотентным в той же группе в характеристике 0.

## Гипотезы
В курсе PROMYS 2002 года, Кит Конрад (Keith Conrad) высказал гипотезу, что коэффициенты {\displaystyle E_{p}(x)} равномерно распределены в p-адических числах относительно нормализованной меры Хаара, так как это соответствует проделанным им вычислениям. Эта гипотеза остаётся открытой.
Динеш Такур (Dinesh Thakur) поставил проблему — является ли экспонента Артина-Хассе трансцендентной над {\displaystyle \mathbb {F} _{p}[x]}.
Различные относительно простые свойства функции также не определены, включая вопрос, выполняется ли верное для обычной экспоненты функциональное равенство {\displaystyle E_{p}(a)^{b}=E_{p}(ab)}.